# Mad Magazine
Mad Magazine, registrata come MAD, è una famosa rivista umoristica periodica statunitense ideata da Harvey Kurtzman e William Gaines nel 1952 per la casa editrice EC Comics. Successivamente è stata acquisita dalla DC Comics.
La rivista è nota soprattutto per la satira e le parodie su tutti gli aspetti della vita e della cultura popolare, della politica, dell'intrattenimento e delle personalità pubbliche americane. Famose sono le copertine nelle quali vengono proposte caricature di personaggi pubblici e politici americani come Barack Obama o Mark Zuckerberg insieme alla mascotte della rivista, Alfred E. Neuman, il cui volto identifica la rivista e che a sua volta è stato citato, parodiato e omaggiato in molti altri media e contesti. Negli anni settanta ha raggiunto picchi di tirature di due milioni di copie, generando una pletora di imitatori e influenzando il panorama culturale americano del XX secolo. Ha superato i 500 numeri pubblicati regolarmente dal 1952, oltre a centinaia di ristampe in varie edizioni. Rappresenta anche l'ultima pubblicazione in vita della EC Comics.
In Italia vennero pubblicati alcuni numeri dalla Edizioni Williams Inteuropa dal 1971 al 1973, dalla Edizioni Elfo dal 1985 al 1986, e dalla Edizioni B.S.D. dal 1990 al 1991.

## Storia editoriale
Il primo numero di Mad Magazine uscì nell'agosto del 1952, interamente scritto e disegnato da Harvey Kurtzman in collaborazione con Wally Wood, Will Elder, Jack Davis e John Severin. Dopo nove anni di uscite bimestrali, incominciò ad essere pubblicato mensilmente.
La rivista esordì come comic book edita dalla EC Comics nell'agosto del 1952 e la testata venne registrata tutto in maiuscolo come MAD. Il primo numero venne scritto quasi interamente da Harvey Kurtzman con illustrazioni realizzate, oltre che da lui, anche da Wally Wood, Will Elder, Jack Davis e John Severin. Wood, Elder e Davis furono i principali disegnatori della prima serie di 23 numeri in formato comic book.
Nel 1955, a partire dal n. 24, il formato venne convertito in rivista permise di rimuovere i vincoli imposti dal Comics Code Authority e questo convinse Kurtzman a rimanere per un altro anno. Kurtzman lasciò comunque il posto l'anno successivo al nuovo curatore editoriale Al Feldstein il quale assunse nuovi collaboratori come Don Martin, Frank Jacobs e Mort Drucker, e successivamente Antonio Prohías, Dave Berg e Sergio Aragonés. Durante la sua gestione la tiratura della rivista arrivò a quadruplicare con un picco di 2.132.655 nel 1974.
Quando Feldstein nel 1984 si ritirò, venne sostituito da Nick Meglin e John Ficarra, che curarono la rivista insieme per i successivi due decenni. Dopo il ritiro di Meglin nel 2004, Ficarra ha continuato come redattore esecutivo per altri tredici anni, fino a quando la casa editrice ha annunciato a giugno 2017 che la redazione si sarebbe trasferita a Burbank, in California. Bill Morrison gli succedette a gennaio 2018.
Gaines vendette l'azienda all'inizio degli anni sessanta alla Kinney Parking Company, che acquisì poi anche National Periodicals (futura DC Comics) e la Warner Bros. entro la fine di quel decennio. Gaines è stato nominato membro del consiglio della Kinney e gli venne lasciata larga autonomia nella gestione della rivista. Dopo la morte di Gaines, Mad divenne più integrato all'interno della struttura societaria della Time Warner e alla fine la rivista fu costretta ad abbandonare la sua sede al n. 485 di Madison Avenue e a metà degli anni novanta si trasferì negli uffici della DC Comics a Broadway. Nel 2001, la rivista ha rotto il suo vecchio tabù iniziando a pubblicare pubblicità a pagamento. Le nuove entrate esterne hanno consentito l'introduzione della stampa a colori e del miglioramento della carta.
Inizialmente la rivista veniva pubblicata in modo irregolare, tra le quattro e le sette volte l'anno. Dalla fine del 1958 veniva pubblicata otto volte l'anno, per quattro decenni. Questa periodicità atipica permetteva, secondo Gaines, di mantenere alto livello di qualità della rivista. Vennero comunque prodotti numeri speciali fino a quando la periodicità non divenne stabilmente mensile a partire dal numero di gennaio 1997. Con il suo 500º numero (giugno 2009), la rivista divenne temporaneamente una pubblicazione trimestrale prima di diventare bimestrale nel 2010. Da aprile 2018, dopo aver concluso la prima serie col n. 550, viene pubblicata una nuova serie omonima.

## Alfred E. Neuman

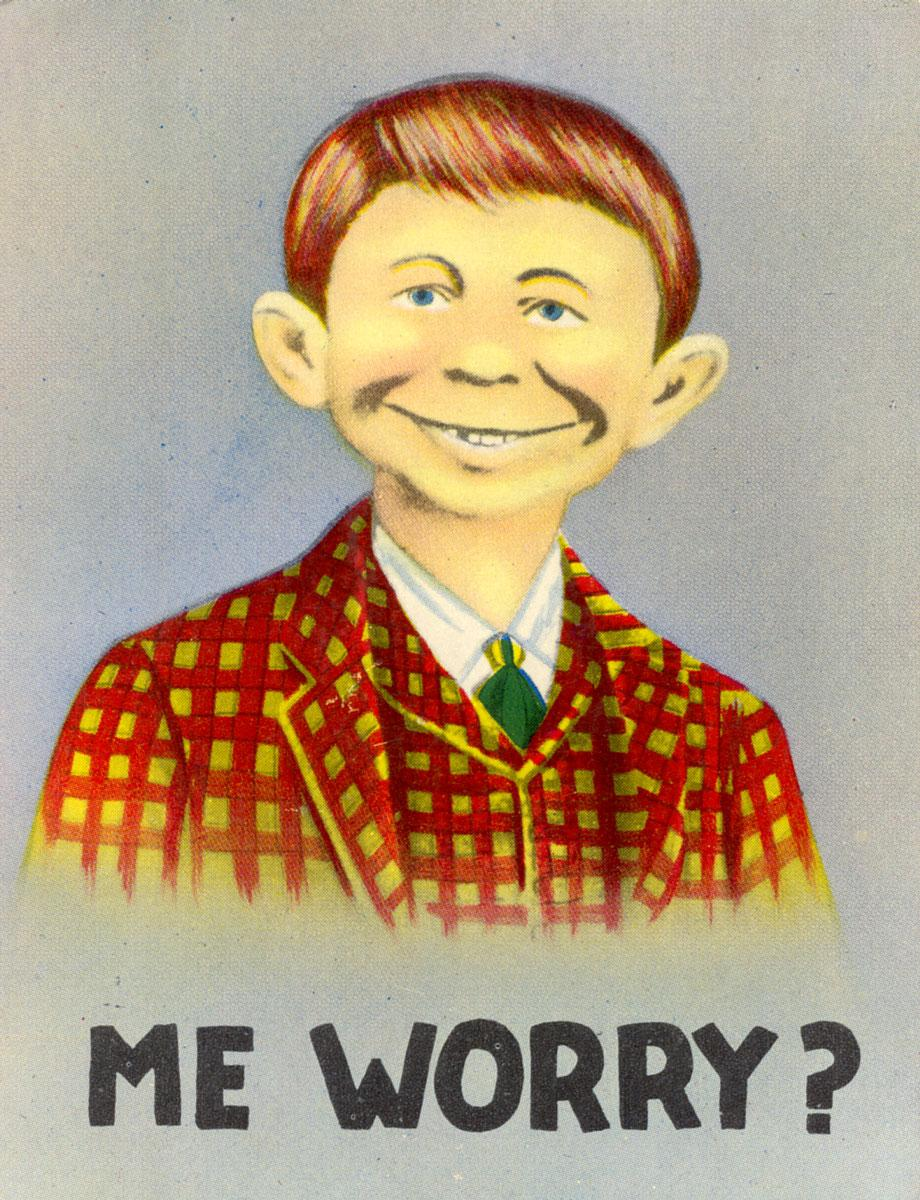
Immagine del ragazzo "Me worry?", precursore di Alfred E. Neuman, probabilmente risalente agli anni '50 del Novecento

Alfred E. Neuman è la mascotte e il personaggio-icona del Mad Magazine. Viene rappresentato quasi sempre frontalmente: i suoi tratti somatici sono quelli di un ragazzino, ma con la faccia rotonda, orecchie a sventola, lentiggini, capelli rossi, denti sporgenti con un incisivo mancante e un occhio leggermente più basso rispetto all'altro. Appare per la prima volta nel marzo del 1955 (in copertina al numero 21) e da allora viene puntualmente affiancato da una breve motto o slogan (spesso ironico) accreditato al personaggio stesso (tra cui il celebre: What, Me Worry?).
Ad oggi, solo una dozzina di numeri di Mad sono stati pubblicati senza Alfred E. Neuman raffigurato in copertina. L'origine del personaggio è stata sempre avvolta nel mistero anche se, molto probabilmente, l'ispirazione può essere ricercata in un personaggio del fumetto di inizio secolo, The Yellow Kid.

## Impatto culturale
- In una striscia del 1973 dei Peanuts, Charlie Brown, vede sorgere un sole con le sembianze di Alfred E. Neuman e con annessa scritta What, me worry?[18].
- Nel film Platoon (1986) il personaggio interpretato da Mark Moses indossa un elmetto riportante Alfred E. Neuman, il personaggio-icona delle copertine di Mad Magazine, che pronuncia il suo celebre slogan What, me worry? (Preoccupato, io?).
- Mad Magazine conta anche diverse apparizioni nella serie animata I Simpson; in La città di New York contro Homer, ad esempio, Bart Simpson, in gita con l'intera famiglia a New York, va a visitare la redazione della rivista. Gli altri episodi sono: La paura fa novanta VIII, Squadra Homer, Party Posse: musica e follia, Apu prende una sbandata e La finestra sul giardino.